# Maja Slatinšek
Maja Slatinšek, slovenska pevka zabavne glasbe; *7. januar 1986.
Najprej je nastopala na otroških in mladinskih glasbenih festivalih. 
Leta 2004 je s pesmijo Do neba zmagala na Hitovem festivalu. S skladbo Dobrodošel spet ob meni se je predstavila na Slovenski popevki 2006. Istega leta je bila spremljevalna vokalistka Anžeju Dežanu na Evroviziji v Grčiji. Na Melodijah morja in sonca 2007 je s skladbo Svobodna prejela nagrado za najboljšo izvedbo.
Študirala je na Akademiji za glasbo.

## Nastopi na glasbenih festivalih

### EMA
- 2004: Slovo brez mej (Raay - Mojca Seliškar, Maja Slatinšek - Raay) - 6. mesto (9 točk)
- 2006: Vihar (Gregor Sulejmanovič - Maja Slatinšek - Danilo Ženko) - 10. mesto (8 točk)